# Cynoglossus maccullochi
Cynoglossus maccullochi és un peix teleosti de la família dels cinoglòssids i de l'ordre dels pleuronectiformes que es troba a les costes de l'oest del Pacífic.